# Mark Grimmette
Mark Grimmette (* 23. Januar 1971 in Ann Arbor, Michigan) ist ein ehemaliger US-amerikanischer Rennrodler und derzeitiger Rodeltrainer.
Mark Grimmette gehört mit seinem Partner Brian Martin zu den erfolgreichsten Doppelsitzern im Rennrodelsport seit Mitte der 1990er Jahre bis 2010. Sie sind als Nachfolger des US-Weltklasseduos Chris Thorpe und Gordy Sheer zu betrachten. Grimmette begann im Alter von 14 Jahren mit dem Rodeln, als in Muskegon eine Rodelbahn errichtet wurde. 59 mal konnten sie in internationalen Wettbewerben Podiumsplatzierungen erreichen (18× Sieg – 17× zweitplatziert – 24× drittplatziert). Zu ihren Erfolgen gehört der Gewinn der Bronzemedaille bei den Olympischen Winterspielen 1998 in Nagano und der Silbermedaille bei den Olympischen Winterspielen 2002 von Salt Lake City. 2006 kam das Duo nicht ins Ziel. Bei den Weltmeisterschaften 2004 und 2005 gewannen sie Silber mit dem Team, 2001 Bronze. Als Doppel gewannen sie 1999, 2000, 2004, 2005 und 2007 die Bronzemedaille. Den Gesamtweltcup gewannen sie in den Saisonen 1997/98, 1998/99 und 2002/03, Drittplatzierte wurden sie 1999/2000. Neun Rennen des Weltcups konnte das Doppel gewinnen. Hinzu kommen 1998 bis 2002 und 2005 fünf nationale Meisterschaften in den USA.
Bei der Eröffnungsfeier der Olympischen Spiele von 2002 war Mark Grimmette einer der acht Athleten, die die Fahne des World Trade Centers ins Stadion trugen. Bei den Spielen 2006 war er der älteste Athlet des US-Teams. Martin und Grimmette beendeten nach der Saison 2009/10 ihre Karrieren. Nach seiner aktiven Karriere wurde Martin Nationaltrainer beim US-Verband.

## Erfolge

### Weltcupsiege
| Nr. | Datum         | Ort        | Bahn                                              |
| --- | ------------- | ---------- | ------------------------------------------------- |
| 1.  | 23. Nov. 1997 | Sigulda    | Rennrodel- und Bobbahn Sigulda                    |
| 2.  | 30. Nov. 1997 | Königssee  | Kombinierte Kunsteisbahn am Königssee             |
| 3.  | 21. Dez. 1997 | Calgary    | Bob- und Rennschlittenbahn im Canada Olympic Park |
| 4.  | 26. Jan. 1998 | Winterberg | Bobbahn Winterberg                                |
| 5.  | 20. Dez. 1998 | Winterberg | Bobbahn Winterberg                                |
| 6.  | 3. Feb. 2001  | Nagano     | Bob-Rodel-Bahn in Asakawa                         |
| 7.  | 24. Nov. 2002 | Park City  | Bobbahn Park City                                 |
| 8.  | 9. Feb. 2003  | Winterberg | Bobbahn Winterberg                                |
| 9.  | 13. Dez. 2003 | Park City  | Bobbahn Park City                                 |
| 10. | 12. Dez. 2004 | Calgary    | Bob- und Rennschlittenbahn im Canada Olympic Park |
| 11. | 10. Dez. 2005 | Calgary    | Bob- und Rennschlittenbahn im Canada Olympic Park |

| Nr. | Datum         | Ort     | Bahn                                              |
| --- | ------------- | ------- | ------------------------------------------------- |
| 1.  | 10. Dez. 2005 | Calgary | Bob- und Rennschlittenbahn im Canada Olympic Park |